# Huguette
Huguette ist ein weiblicher Vorname.

## Herkunft und Bedeutung
Der Name ist die weibliche französische Form von Hugues, was im Deutschen dem Namen Hugo entspricht. Eine deutsche Entsprechung des weiblichen Namens gibt es nicht.

## Bekannte Namensträgerinnen
- Huguette Béolet (* 1919), französische Tischtennisspielerin
- Huguette Bouchardeau (* 1935), französische Schriftstellerin und Politikerin der Parti socialiste unifié (PSU)
- Huguette Chausson (1905–1986), Schweizer Journalistin, Redaktorin und Schriftstellerin
- Huguette M. Clark (1906–2011), US-amerikanische Millionärin
- Huguette Dreyfus (1928–2016), französische Cembalistin
- Huguette Duflos (1887–1982), französische Schauspielerin bei Bühne und Film
- Huguette Gaulin (1944–1972), frankokanadische Schriftstellerin
- Huguette Tourangeau (1938–2018), kanadische Opernsängerin